# Tüngeda
Tüngeda is een plaats in de Duitse gemeente Hörselberg-Hainich in  Thüringen. De gemeente maakt deel uit van het Wartburgkreis. Het dorp wordt voor het eerst vermeld in een oorkonde uit 774. Het dorp werd in 1999 bij Behringen gevoegd  en maakt sinds 2007 deel uit van Hörselberg-Hainich.